# Dixinn 2 (district)
Dixinn 2 est l'un des districts de la sous-préfecture de Koba-Tatema, situé dans la préfecture de Boffa en république de Guinée.

## Géographie

### Démographie
- En 2014, le district comptait 1 800 habitants selon les RGPH 2014[1].